# Alajeró
Alajeró és un municipi de l'illa de La Gomera, a les illes Canàries. Els principals nuclis de població són Alajeró casco, Playa Santiago, Targa, Antoncojo, Imada i Arguayoda.
Els penya-segats d'Alajeró constituïxen un lloc d'interès científic, on habiten espècies endèmiques amenaçades i protegides. L'àguila pescadora té aquí una zona de nidificación. Al sud d'aquests penya-segats es troba el Monument Natural de La Caldera, exponent del volcanismo més recent de La Gomera. També en els termes d'aquest municipi es troba el Paisatge Protegit d'Orone.
El barranc de Santiago separa al municipi de San Sebastián de la Gomera, i desemboca a Platja Santiago, poble pesquer que s'ha convertit en un dels punts de desenvolupament turístic de La Gomera. Altres platges a esmentar de Alajeró són la d'Erese i la de La Negra. Alguns edificis a destacar són l'església de San Salvador i l'Ermita de La nostra Senyora del Buen Paso. A mitjan setembre té lloc la festa en el seu honor, tenint lloc, amb manifestacions del folklore gomero, les processons de baixada el 14 i la de pujada el 15. En aquest municipi es troba l'aeroport de La Gomera.

## Població
| Any  | Població | Densitat      |
| ---- | -------- | ------------- |
| 1991 | 1143     | 23,12 hab/km² |
| 1996 | 1155     | 23,37 hab/km² |
| 2001 | 1465     | 29,64 hab/km² |
| 2002 | 1533     | 31,01 hab/km² |
| 2003 | 1726     | 34,92 hab/km² |
| 2004 | 1894     | 38,32 hab/km² |